# Namibia Generation X
Namibia Generation X (auch Sheila und Natasha – Leben und Lernen in Namibia) ist ein Dokumentarfilm des deutschen Regisseurs Thorsten Schütte aus dem Jahr 2005. Er wurde erstmals im Rahmen des kleinen Fernsehspiels des ZDF ausgestrahlt.

## Handlung
Der Dokumentarfilm begleitet fünf Schüler des Abschlussjahrgangs der Deutschen Höheren Privatschule Windhoek (DHPS) über drei Jahre. 15 Jahre nach dem Ende der Apartheid bereitet sich eine Abschlussklasse aus weißen, farbigen und schwarzen Schülern auf ihr Abitur vor. Die erste ethnisch gemischte Klasse wird von Frau Gretschel unterrichtet. Der Dokumentarfilm legt den Fokus auf fünf ihrer Schüler.
Natasha und Mirko sind ein schwarz-weißes Liebespaar, die auch aus unterschiedlichen Schichten stammen. So stammt Natasha aus ärmlichen Verhältnissen in der Armensiedlung Katutura und lebt im Schulheim, während Mirko in einer wohlhabenden Siedlung vor Windhoek lebt. Sheila stammt aus Angola. Das Flüchtlingsmädchen stammt ebenfalls aus ärmlichen Verhältnissen und droht in der Schule zu versagen. Tatum, als Farbige zwischen den beiden Gesellschaften stehend, kämpft um ihre Identität während Kai-Uwe ein gebürtiger Namibier mit deutschen Wurzeln ist. Diese fünf ungleichen Charaktere sind alle auf Identitätssuche und versuchen in dem von Rassismus und Armut zerrissenen Land Fuß zu fassen.

## Entstehungsgeschichte
Dokumentarfilmer Thorsten Schütte reiste über den Zeitraum von drei Jahren immer wieder in die ehemalige Kolonie Deutsch-Südwestafrika in Namibia. Dort lebte er im gleichen Schulheim wie einige seiner Protagonisten. Er begleitete sie mit seiner Kamera und filmte insgesamt 120 Stunden Material, das anschließend zu 90 Filmminuten zusammengeschnitten wurde. Der Film verzichtet sowohl auf Kommentare als auch auf längeres Interviewmaterial und zeigt eher Szenen aus dem Alltag der Schüler.
Der Film wurde auf einigen Filmfestivals gezeigt und wurde in Namibia ein kleiner Erfolg. Die Zusammenarbeit bewirkte, dass Schütte als Nachfolgeprojekt den Film Land Matters, ein Dokumentarfilm über die Landreform in Namibia.